# Roodkeelgoean
De roodkeelgoean (Pipile cujubi) is een vogel uit de familie sjakohoenders en hokko's (Cracidae). De wetenschappelijke naam van de soort is voor het eerst geldig gepubliceerd in 1858 door Pelzeln.

## Voorkomen
De soort komt voor in het midden-noorden van Brazilië en het Amazoneregenwoud en telt 2 ondersoorten:
- P. c. cujubi: het noordelijke deel van Centraal-Brazilië.
- P. c. nattereri: van westelijk Brazilië tot noordoostelijk Bolivia.

## Beschermingsstatus
Op de Rode Lijst van de IUCN heeft de soort de status kwetsbaar.